# 中一村
31°13′30″N 121°25′26″E / 31.22510°N 121.42375°E
中一村，原名中央一村，即现在的上海市长宁区江苏路46弄、54弄、62弄、70弄、78弄，占地1.3公顷，有楼房70多幢、居民1100人，是长宁区境内的一处新式里弄小区，建成时也是长宁境内高级住宅区之一。
2005年，该小区建筑被列为第四批上海市优秀历史建筑。

## 开发
1929年，中央信托股份有限公司购进原为上海盲童学校的土地，作为新建居民小区的土地。该小区原称“中央一村”，因该公司后改名为中一信托，故此村名亦改为“中一村”。建成后，中一信托公司拨出部分房屋作职员住房，其余房屋由于租金昂贵而空置年余无人问津。1930年前后，该小区为附近的英军兵营家属租用。1941年太平洋战争爆发，英侨撤离，空房由公司转顶给其他住户。

## 建筑特点
中一村是联立式花园住宅建筑，外墙为红色机制砖清水墙，分列六幢，总建筑面积6160平方米。此外，每单元有一小庭园。

## 知名居民
- 唐云：曾任中国美术家协会上海分会副主席，1938年举家迁来上海，寓居中一村46弄5号，直到1993年逝世[4]。